# エリザベッタ・シラーニ
エリザベッタ・シラーニ（伊: Elisabetta Sirani、1638年1月8日 - 1665年8月28日）は、イタリアの画家。17歳から職業画家として働き、名声を得たが、27歳で急死した 。ボローニャに女性のための絵画学校を開くなど女性画家として先駆的な役割を果たした。

## 略歴
ボローニャで生まれた。父親のジョヴァンニ・アンドレア・シラーニは裕福な画商で、ボローニャ派の代表的な画家グイド・レーニの工房で画家として働いたこともあった。父親の最初の子供で、2人の妹とともに父親から絵を学んだ。唯一人の弟は医学を学び、美術の道には進まなかった。エリザベッタ・シラーニは父親の友人の画家に才能を見いだされ、父親の工房で働く画家たちから絵画の技術を学んだ。絵画の技術だけでなく、人文科学や音楽の高い教育を受けることもできた。1654年までに痛風のため父親が絵を描けなくなると、父親の工房を引き継いだ。
17歳から注文を受けて、画家の仕事をするようになった。ボローニャの裕福な階層の人々や、当時、有名な大学であったボローニャ大学で働く人々から注文を受けた。後にトスカーナ大公となるコジモ3世・デ・メディチやレオポルド・デ・メディチといったメディチ家の人々の支援を受けるようになり、バイエルン選帝侯やマントヴァのゴンザーガ家やパルマのファルネーゼ家もシラーニの作品を所有した。
22歳になった1660年に女性のための絵画学校を開き、同じ年にローマのアカデミア・ディ・サン・ルカの会員になった。シラーニが開いた学校で学んだ女性アーティストには版画家のテレーザ・マリア・コリオラーノやヴェロニカ・フォンターナがいる。画家のジネヴラ・カントフォーリもしばしばシラーニに学んだといわれてきた。
職業画家として働くようになってから、自分の作品の制作した記録を残していて、10年間に190点余りの作品の記録が残されている。
シラーニの作品を仕上げる時間が短かったため、男性の画家から、他の画家に手伝いを受けているという非難に反論するために、1664年5月に何人かの高官を招待して肖像画を描くのを見せたという逸話がある。
シラーニは1665年に27歳で急死した。失恋による自殺だとする噂や、メイドによる毒殺などの噂が生じたが、死因は胃の潰瘍による出血が原因であると考えられている。
グイド・レーニやフランチェスコ・アルバーニといったボローニャ派の画家のスタイルを継承した作品を描いた。

## 作品

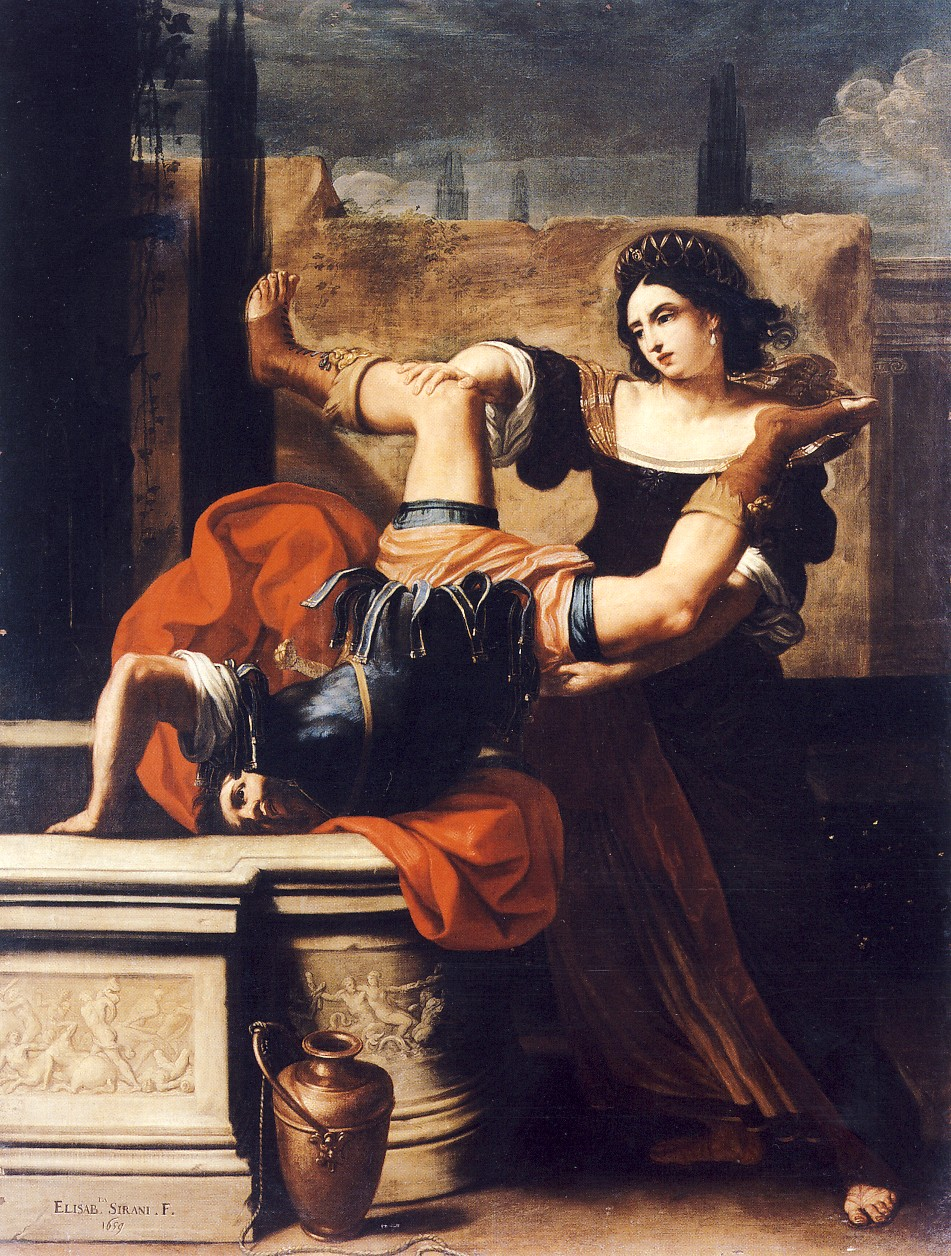
アレクサンドロス大王の武将を井戸に落とすティモクレア、(1659) カポディモンテ美術館蔵
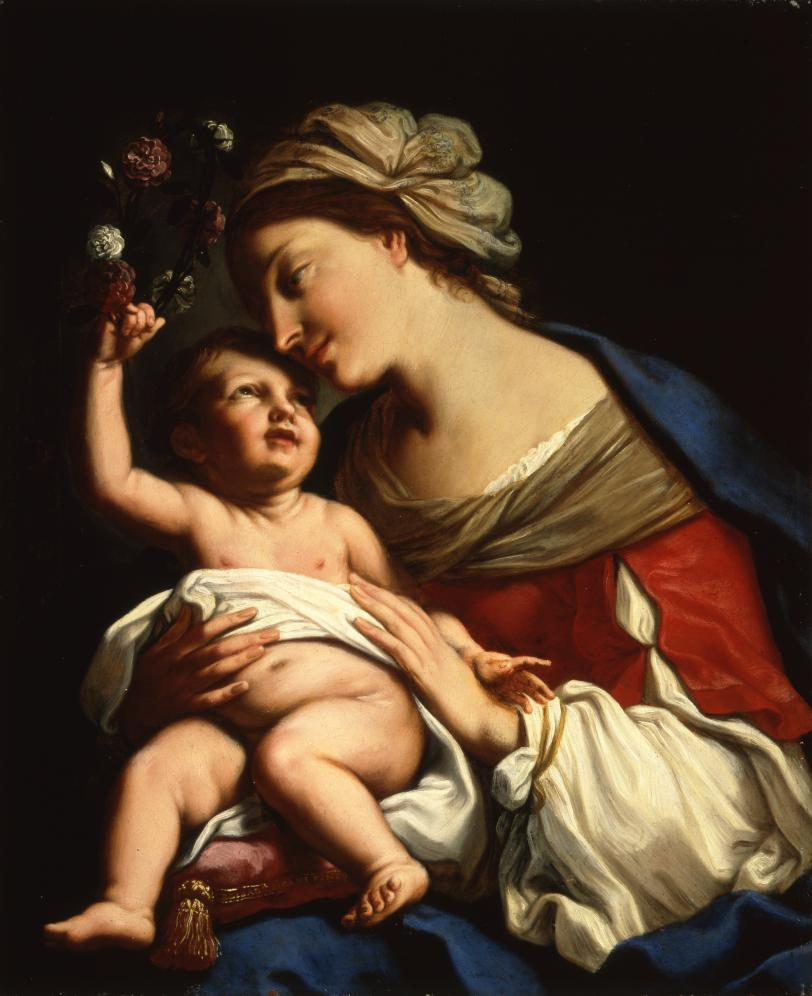
聖母子 (1659) 国立女性美術館蔵
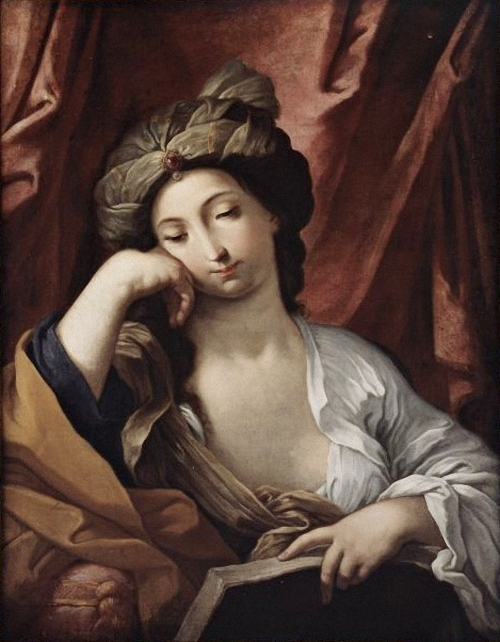
Sibilla
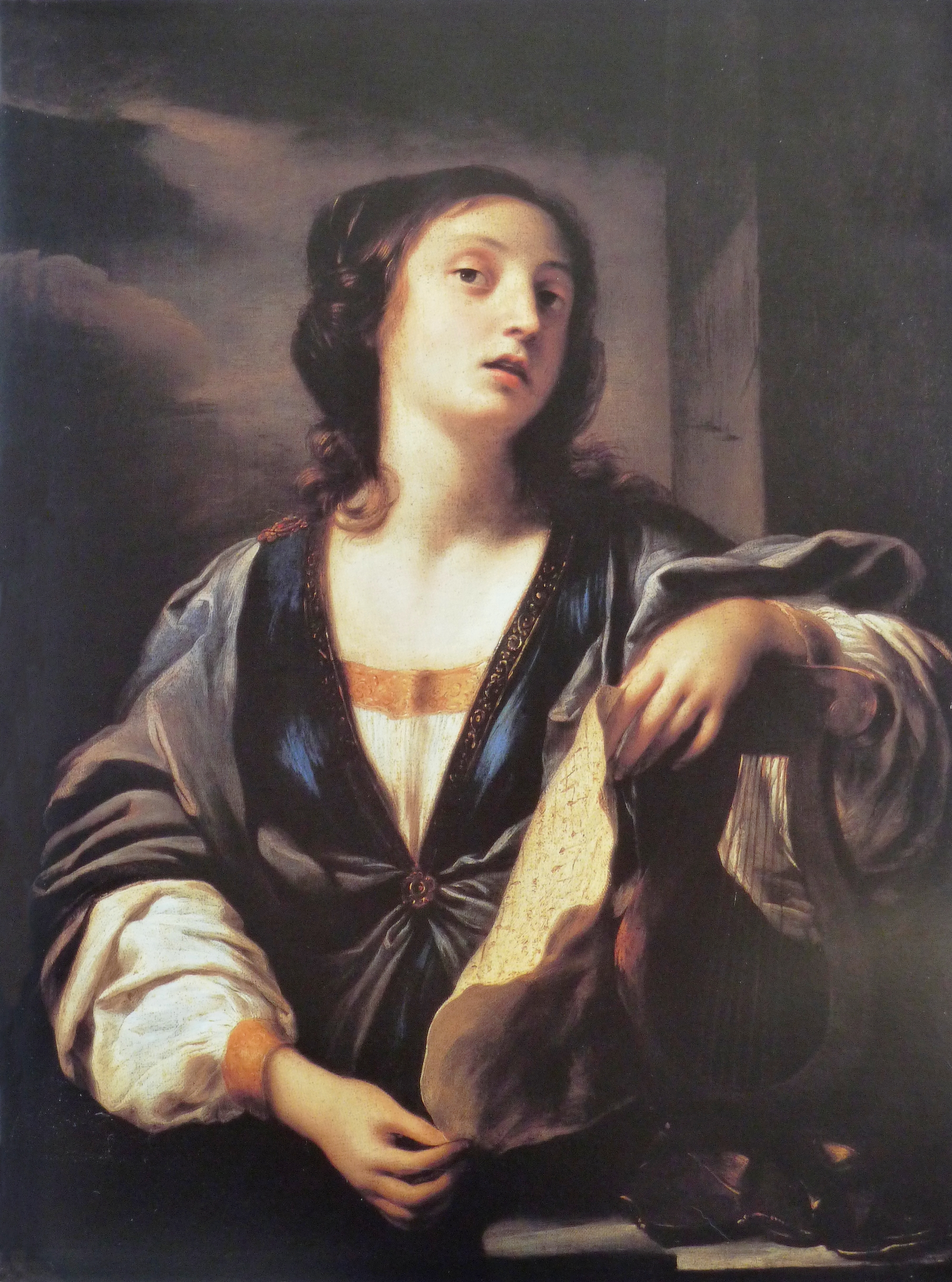
音楽の寓意画 、個人蔵
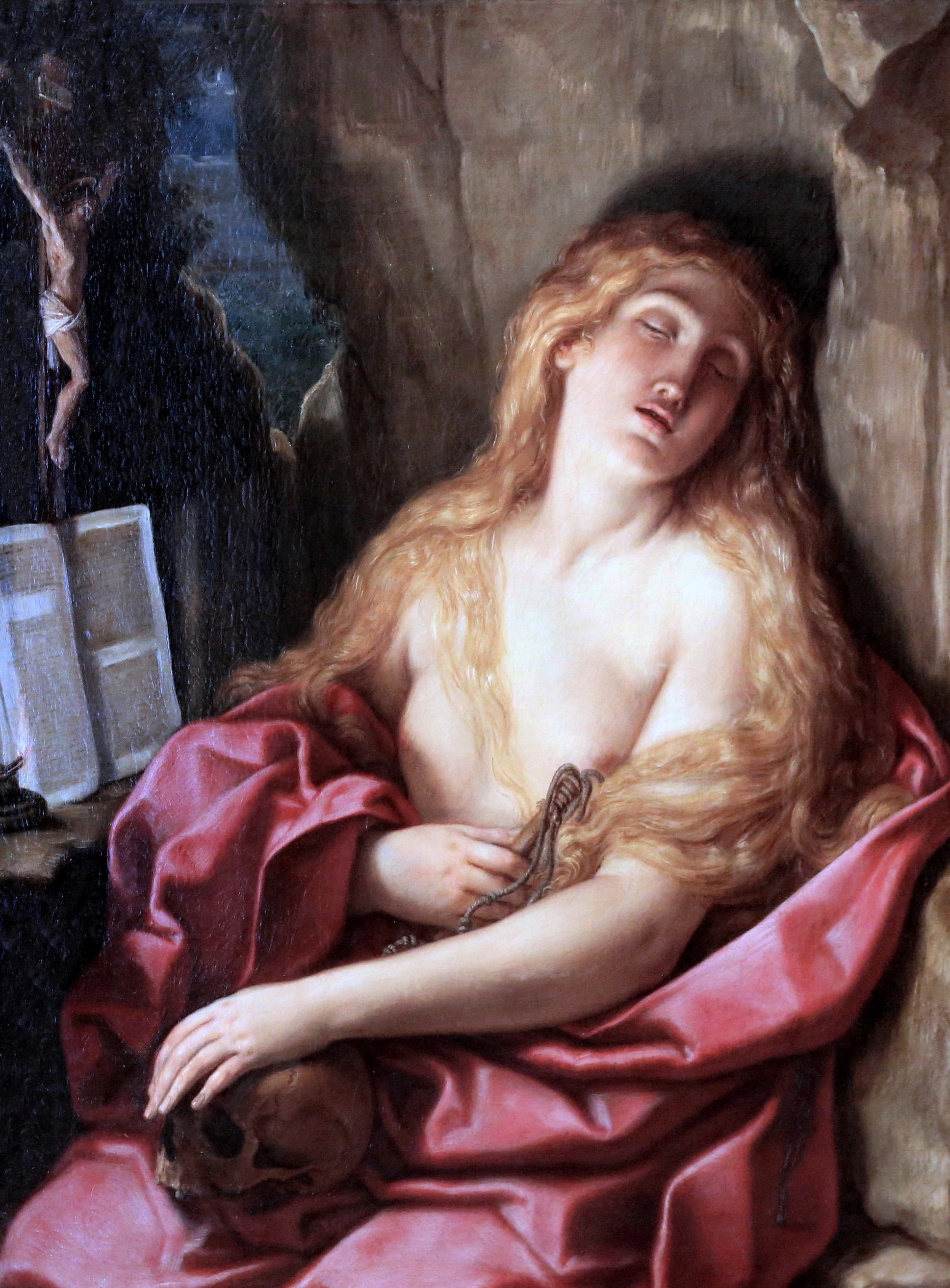
『悔悛するマグダラのマリア』
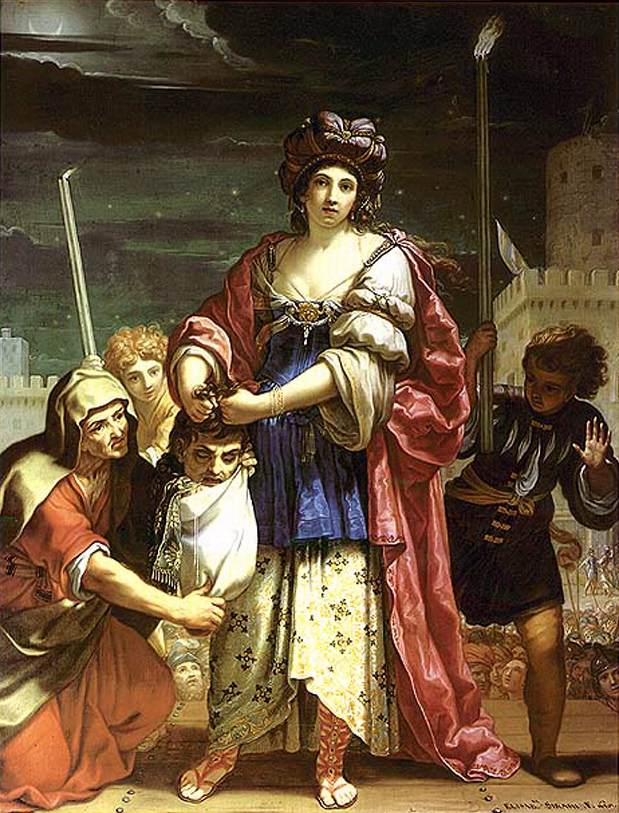
『ホロフェルネスの首を持つユディト』
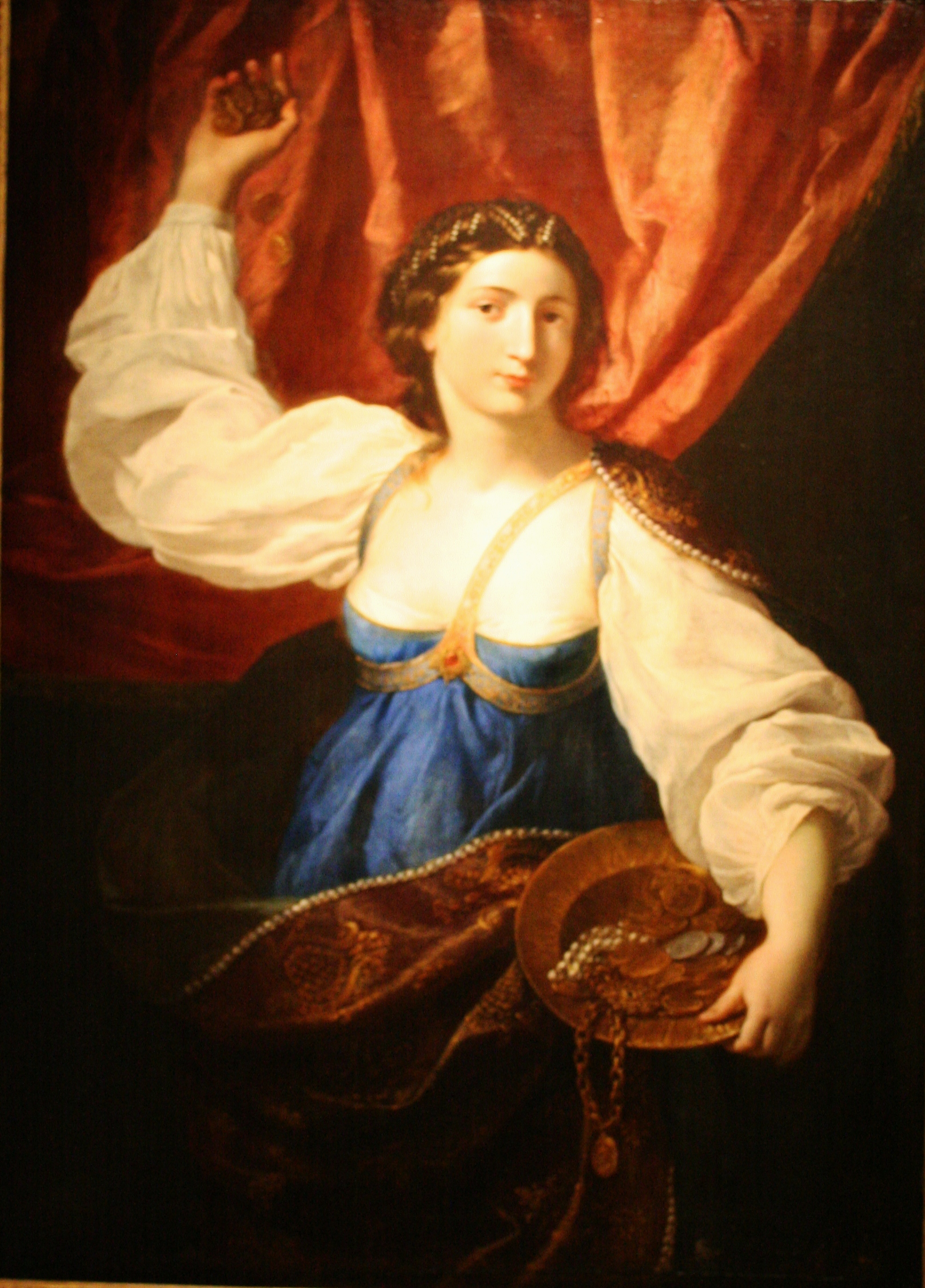
Libéralité
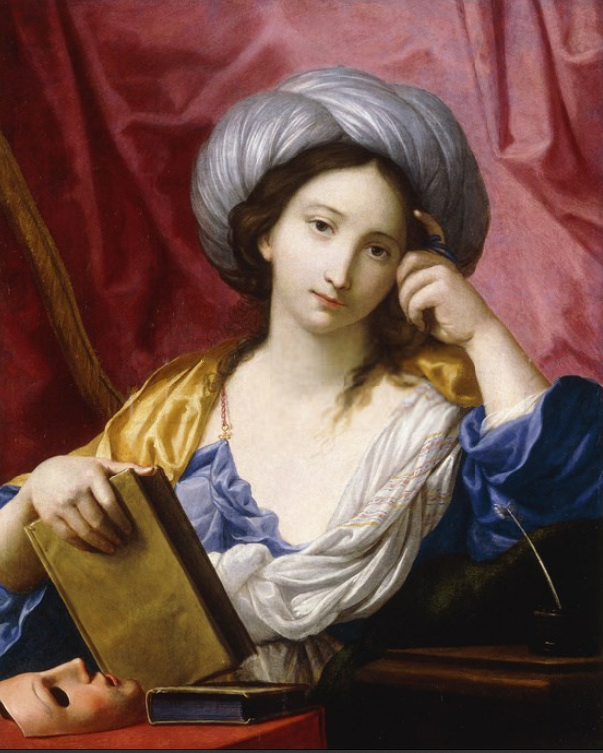
文芸の女神　メルポメネー